# 893-я вертолётная эскадрилья разведки и связи
893-я вертолётная эскадрилья разведки и связи (сербохорв. 893. helikopterska eskadrila za izviđanje i vezu / 893. хеликоптерска ескадрила за извиђање и везу) — эскадрилья военно-воздушных сил и войск ПВО СФРЮ. Образована в 1959 году в Мостаре как эскадрилья связи 9-й военной области (сербохорв. Eskadrila za vezu 9. vojne oblasti / Ескадрила за везу 9. војне области).

## История
К апрелю 1961 года, согласно плану «Дрвар» по реорганизации югославских ВВС, была введена новая система кодовых обозначений, вследствие чего эскадрилья стала называться 893-й эскадрильей авиационной связи. На её вооружении были самолёты связи «Икарус Курир» югославского производства. В 1964 году после расформирования 9-го авиационного командования эскадрилью включили в состав 97-го вспомогательного авиационного полка. Через год эскадрилья была расформирована, однако нумерация осталась в резерве.
Приказом от 9 января 1980 года в Нише было образовано 893-е вертолётное отделение (сербохорв. 893. helikoptersko odeljenje / 893. хеликоптерско одељење), вошедшее в состав 2-й армии как подразделение воздушной разведки и связи. На его вооружении были вертолёты Soko SA.341 Gazelle, производившиеся в Югославии по лицензии. С 1 марта 1985 года называлось 893-я вертолётная эскадрилья разведки и связи. В 1988 году после реорганизации полевых армий 893-я эскадрилья была расформирована и вошла в состав 891-й как вертолётное подразделение.

## В составе
- 9-е авиационное командование[англ.] (1959—1964)
- 9-й военный округ (1964—1965)
- 2-я армия (1980—1988)

## Предыдущие наименования
- Эскадрилья связи 9-го авиационного командования (1959—1961)
- 893-я эскадрилья авиационной связи (1961—1965)
- 893-е вертолётное отделение (1980—1985)
- 893-я вертолётная эскадрилья разведки и связи (1985—1988)

## Авиабазы
- Мостар (1959—1965)
- Ниш (1980—1988)

## Авиапарк
- Икарус Курир[англ.] (1959—1965)
- Soko SA.341 Gazelle Hera (1980—1988)